# Ariidae
Ariidae è una famiglia di pesci siluriformi che vivono in acque marine, e distribuiti in tutto il mondo lungo la fascia delle zone dal tropicale al temperato.

## Generi
- Amissidens
- Amphiarius
- Ariopsis
- Arius
- Aspistor
- Bagre
- Batrachocephalus
- Brustiarius
- Carlarius
- Cathorops
- Cephalocassis
- Cinetodus
- Cochlefelis
- Cryptarius
- Doiichthys
- Galeichthys
- Genidens
- Hemiarius
- Ketengus
- Nedystoma
- Nemapteryx
- Neoarius
- Netuma
- Notarius
- Osteogeneiosus
- Pachyula
- Plicofollis
- Potamarius
- Potamosilurus
- Sciades
- Tetranesodon